# 迭戈·萨拉萨尔
迭戈·萨拉萨尔（1980年10月3日—），哥伦比亚男子举重运动员。曾参加2004年雅典奥运和2008年北京奥运，其中在2008年北京奥运期间获得男子62公斤级项目的银牌。